# Сејду Думбија
Сејду Думбија (Абиџан, 31. децембар 1987) је фудбалер из Обале Слоноваче. Игра на позицији нападача. Играо је за репрезентацију Обале Слоноваче.

## Трофеји

### ЦСКА Москва
- Првенство Русије (2) : 2012/13, 2013/14.
- Куп Русије (2) : 2010/11, 2012/13.
- Суперкуп Русије (2) : 2013, 2014.

### Базел
- Првенство Швајцарске (1) : 2016/17.
- Куп Швајцарске (1) : 2016/17.

### Спортинг Лисабон
- Лига куп Португала (1) : 2017/18.

### Репрезентација Обале Слоноваче
- Афрички куп нација (1) : 2015.

## Статистика у државном тиму
| Обала Слоноваче | Обала Слоноваче | Обала Слоноваче |
| Год.            | Ута.            | Гол.            |
| --------------- | --------------- | --------------- |
| 2008            | 1               | 0               |
| 2009            | 3               | 1               |
| 2010            | 6               | 0               |
| 2011            | 3               | 0               |
| 2012            | 6               | 1               |
| 2013            | 1               | 0               |
| 2014            | 3               | 1               |
| 2015            | 11              | 2               |
| 2016            | 0               | 0               |
| 2017            | 1               | 2               |
| Укупно          | 35              | 7               |